# Erik Gülzow
Erik Gülzow (* 25. April 1994) ist ein ehemaliger deutscher Handballspieler, der Mitglied der Beachhandball-Nationalmannschaft Deutschlands war.

## Privates
Erik Gülzow hat in Bremen und an der Universität Hildesheim  Wirtschaft und Sport auf Lehramt studiert und wurde danach Referendar an einer Schule in Stuhr.

## Hallenhandball
Gülzow begann 2002 beim Hastedter TSV mit dem Handballsport. Mit dem Verein erreichte er sowohl in der B-Jugend als auch in der A-Jugend das Viertelfinale um die deutsche Jugend-Meisterschaft und scheiterte in beiden Fällen am späteren deutschen Meister (TV Großwallstadt bzw. Füchse Berlin). Später wechselte er zur SG Achim/Baden. Mit dem Verein spielte er in der Handball-Oberliga Nordsee und stieg 2014 als Oberliga-Meister in die 3. Liga auf. Nach dem Aufstieg verließ der Rückraumspieler den Verein und wechselte in die 2. Handball-Bundesliga zu Eintracht Hildesheim, behielt aber ein Zweitspielrecht bei der SG Achim/Baden. Nachdem die Mannschaft in der darauffolgenden Saison aus der zweiten in die dritte Liga abgestiegen war – Gülzow bestritt fünf Spiele und erzielte zwei Tore –, folgte ein weiterer Wechsel zur TS Großburgwedel in die dritte Liga. Dort spielte er für zwei Jahre und schloss sich 2017 dem Drittligisten TV Cloppenburg an. Dort entwickelte er sich zum Co-Kapitän. Nach einer Schulterverletzung und einer aufgrund der COVID-19-Pandemie verzögerten Behandlung musste er seine Karriere nach einer zuvor noch erfolgten Vertragsverlängerung 2021 beenden.
2014 wurde Gülzow im Landkreis Verden zum Handballer des Jahres gewählt.

## Beachhandball
Im Beachhandball war Gülzow für die Nordlichter Oldenburg aktiv. 2015 erreichte er bei den Deutschen Meisterschaften in Kassel mit seiner Mannschaft das Halbfinale, 2016 unterlagen die Nordlichter im Finale den BHC Sand Devils. Auch 2017 kam Gülzow mit den Nordlichtern bis in das Halbfinale, wo sie Beach & Da Gang Münster unterlagen, aber im Spiel um den dritten Rang Die Otternasen Bartenbach schlugen.

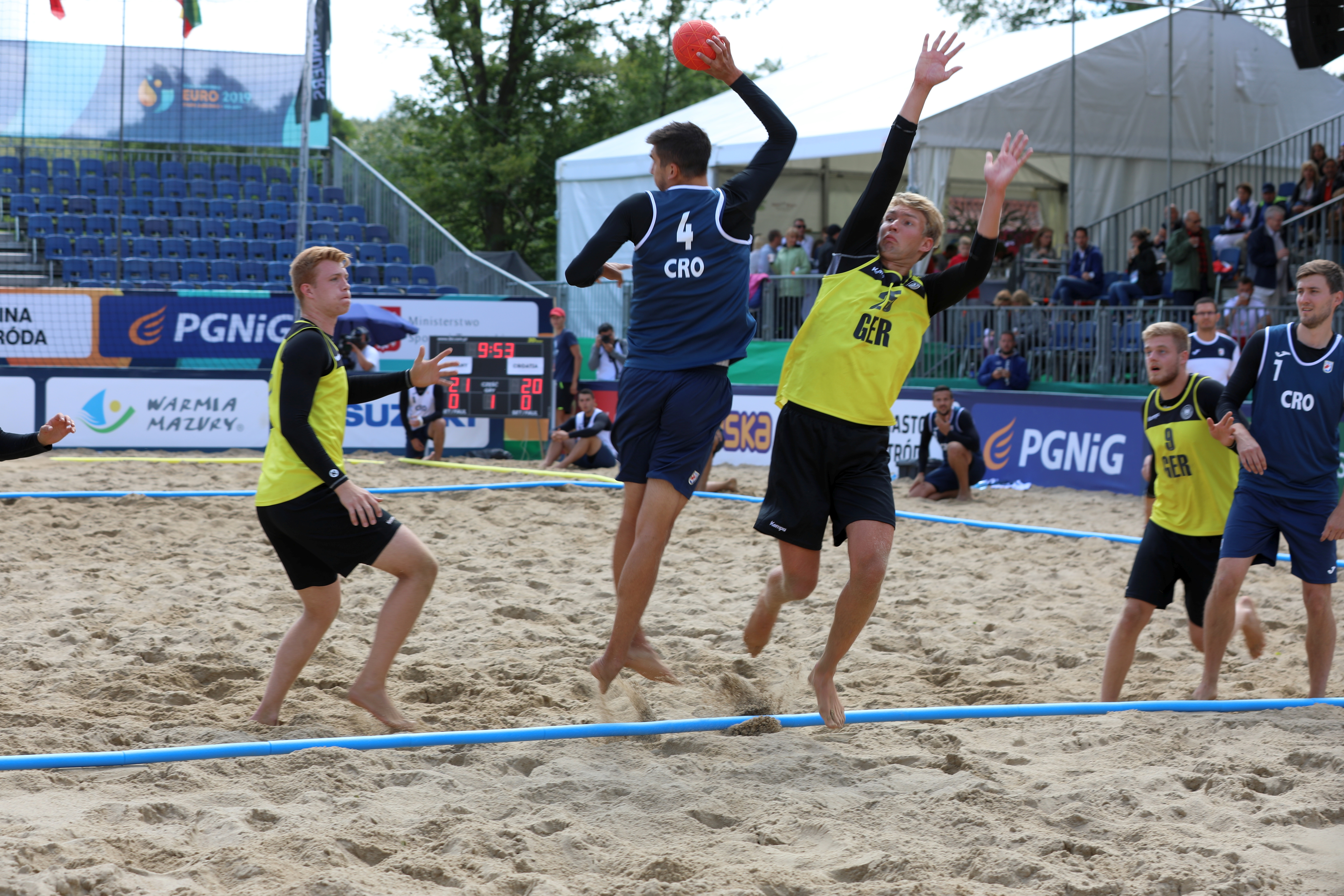
Gülzow (Mitte) versucht den Wurf des kroatischen Angreifers Josip Matezović zu blocken; weiterhin von links nach rechts: Hendrik Prahst, Bastian Schwarz und Matej Semren.

Gülzows erste Berufung für ein Turnier der A-Nationalmannschaft erfolgte zwei Jahre später für die Beachhandball Euro 2019 in Stare Jabłonki, Polen. Er startete mit der deutschen Mannschaft perfekt in das Turnier. Alle vier Vorrundenspiele gegen den amtierenden Europameister Spanien, die Spitzenmannschaft Norwegen sowie Rumänien und Türkei wurden gewonnen. Verlustpunktfrei gingen die Deutschen damit in die Hauptrunde. Hier verkehrte sich die Situation und man verlor nacheinander gegen den Favoriten Dänemark, den Außenseiter Serbien sowie das Spitzenteam aus Russland. Alle drei Niederlagen erfolgten allerdings erst im Shootout. Aufgrund der aus der Vorrunde mitgenommenen Punkte belegte die Mannschaft dennoch den dritten Rang der Hauptrunden-Gruppe und zog damit in das Viertelfinale ein. Dort unterlag das deutsche Team dem Vizeweltmeister aus Ungarn im Shootout, nachdem die Deutschen die Ungarn im zweiten Durchgang dominiert hatten. Nach einem Sieg im ersten Platzierungsspiel über Frankreich spielte Deutschland im letzten Spiel erneut gegen Kroatien um den fünften Platz und damit auch die WM-Qualifikation. Es folgte die einzige Zweisatzniederlage der Deutschen im Turnier, diese war jedoch sehr knapp, in beiden Durchgängen unterlag Deutschland nur mit jeweils einem Punkt. Zudem erzielten die Kroaten ihr letztes Tor im Sudden Death. Gülzow kam in allen zehn Spielen zum Einsatz beschränkte sich aber völlig auf die Defensive und erzielte keine Punkte. Fünfmal wurde er mit einer Hinausstellung belegt, im Spiel gegen die russische Auswahl erhielt er zudem eine Spielstrafe nach der zweiten Hinausstellung.
Seit 2021 ist Gülzow Assistent des neuen Beachhandball-Bundestrainers Marten Franke.